# Boris Berian
Boris Berian (Estados Unidos, 19 de diciembre de 1992) es un atleta estadounidense especializado en la prueba de 800 m, en la que consiguió ser campeón mundial en pista cubierta en 2016.

## Carrera deportiva
En el Campeonato Mundial de Atletismo en Pista Cubierta de 2016 ganó la medalla de oro en los 800 metros, llegando a meta en un tiempo de 1:45.83 segundos, por delante del burundés Antoine Gakeme y del también estadounidense Erik Sowinski.